# IC 2727
IC 2727 ist eine Elliptische Galaxie vom Hubble-Typ E0 im Sternbild Löwe auf der Ekliptik. Sie ist schätzungsweise 516 Millionen Lichtjahre von der Milchstraße entfernt und hat einen Durchmesser von etwa 60.000 Lichtjahren.

Im selben Himmelsareal befinden sich u. a. die Galaxien IC 2718, IC 2719, IC 2720, IC 2723.
Das Objekt wurde am 27. März 1906 von Max Wolf entdeckt.